# Barrio San José, Aquismón
Barrio San José är en ort i Mexiko.   Den ligger i kommunen Aquismón och delstaten San Luis Potosí, i den centrala delen av landet, 240 km norr om huvudstaden Mexico City. Barrio San José ligger 563 meter över havet och antalet invånare är 134.
Terrängen runt Barrio San José är huvudsakligen kuperad, men åt sydost är den bergig. Runt Barrio San José är det ganska tätbefolkat, med 134 invånare per kvadratkilometer. Närmaste större samhälle är Xilitla, 19,4 km söder om Barrio San José. I omgivningarna runt Barrio San José växer i huvudsak städsegrön lövskog.